# Parexarnis ala
Parexarnis ala är en fjärilsart som beskrevs av Otto Staudinger 1881. Parexarnis ala ingår i släktet Parexarnis och familjen nattflyn. Inga underarter finns listade i Catalogue of Life.